# Kaj-Erik Eriksen
Kaj-Erik Eriksen (født d. 15. februar 1979) i Vancouver, British Columbia er en canadisk skuespiller. Han fik sin første store rolle i 1991 i tv-serien The Commish hvor han spillede rollen som David Scali. Han har siden 2005 haft en fast rolle i tv-serien The 4400.
Til daglig bruger han fornavnet "Kaj", som udtales ligesom på dansk. Efternavnet har han fra sin far, Svend-Erik Eriksen, der som 3-årig immigrerede til Canada fra Danmark med sine forældre og søskende. 